# Thought Contagion
"Thought Contagion" é uma canção da banda inglesa de rock Muse. Foi lançada em 15 de fevereiro de 2018, como segundo single do oitavo álbum de estúdio do grupo, após "Dig Down". A canção estreou na posição #76 da UK Singles Chart e liderou as paradas de Rock & Metal britânicas.

## Gravação
"Thought Contagion" foi lançado como single, junto com um videoclipe, em 15 de fevereiro de 2018. Em uma entrevista para a revista Rolling Stone, o guitarrista e vocalista Matt Bellamy revelou que a canção havia sido escrita no final de 2017, explicando: "eu criei uma linha de baixo e depois usei um teremim, originalmente, para [criar] esta melodia principal que foi para o começo." Essa melodia mais tarde mudaria, com Bellamy notando: "me ocorreu que a melodia do teremim seria legal, tipo hino de parte vocal, então [baixista] Chris [Wolstenholme] e eu fizemos então passos para criar o tipo de efeito de som de multidão no vocal".

## Composição e conceito
Em uma entrevista para Matt Wilkinson, da rádio Beats 1, Bellamy explicou que a letra de "Thought Contagion" era baseada na teoria de que "pensamentos são contagiosos [e que] eles se espalham como vírus, ou como genes", notando que ele tinha lido a respeito da ideia em um livro de Richard Dawkins. O vocalista também disse que o conteúdo da letra foi influenciado por "assistir redes de televisão americanas", detalhando que "os versos são eu mostrando ansiedade e sentimentos, que ... eu me pergunto se eles são realmente meus ou não". Musicalmente, Bellamy descreveu "Thought Contagion" como "uma bela faixa hino épica", apontando para o "som e sintetização de arena" como exemplo do progresso da banda ao "unir gêneros e eras" para o seu oitavo álbum.

## Videoclipe
O videoclipe para a canção "Thought Contagion" foi dirigido por Lance Drake, que também havia dirigido "Dig Down" e contém "vampiros que podem manipular raios, ruas encharcadas de néon, antigos armários de arcade e danças tipo Thriller". Nina Braca, da revista Billboard, também comparou o clipe a Thriller de Michael Jackson, descrevendo como "[uma] história de amor zumbi intensa inspirada nos anos 80", enquanto Andy Cush, da Spin, disse também que era "um video sobre revolta policial e vampiros sexy envolvido em anos 80".

## Tabelas musicais
| Paradas (2018)                                          | Melhor posição |
| ------------------------------------------------------- | -------------- |
| Bélgica (Ultratip Bubbling Under de Flandres)           | 2              |
| Bélgica (Ultratip Bubbling Under da Valônia)            | 5              |
| França (SNEP)                                           | 7              |
| Portugal (AFP)                                          | 79             |
| Escócia (Scottish Singles Chart)                        | 56             |
| Suíça (Schweizer Hitparade)                             | 24             |
| Reino Unido (UK Singles Chart)                          | 76             |
| Reino Unido (OCC UK Rock and Metal)                     | 1              |
| Estados Unidos (Billboard Hot Rock & Alternative Songs) | 10             |
| Estados Unidos (Billboard Rock Airplay)                 | 3              |